# جک انجل
جک انجل (انگلیسی: Jack Angel؛ زاده ۲۴ اکتبر ۱۹۳۰ درگذشتهٔ ۱۹ اکتبر ۲۰۲۱) یک صدا پیشه و شخصیت رادیویی اهل ایالات متحده آمریکا بود.